# Wonderful Tonight
Wonderful Tonight ist ein Softrock-Song des britischen Musikers Eric Clapton. Die Ballade wurde 1977 auf seinem fünften Studioalbum Slowhand veröffentlicht.
Die Singleauskopplung belegte Platz 16 der Billboard Hot 100 und erreichte in sieben weiteren Ländern die Top 30. Die von Glyn Johns produzierte Aufnahme ist mit mehr als vier Millionen verkauften Tonträgern und über 400 Radioübertragungen pro Tag Claptons international erfolgreichste Single. Das Stück wurde auf mehr als 50 Alben veröffentlicht, vielfach gecovert und fand in zahlreichen Filmen und Serien Verwendung.

## Entstehung und Aufnahme
Clapton schrieb den Song am 7. September 1976. Als Inspiration diente ihm seine Lebensgefährtin Pattie Boyd, die er rund drei Jahre später heiratete. Clapton hatte sie dabei beobachtet, wie sie sich für Paul und Linda McCartneys Buddy-Holly-Party zurechtmachte. Gegenüber der britischen Tageszeitung The Guardian erklärte Boyd: „Clapton saß da und spielte Gitarre, während ich oben versuchte, mich anzuziehen. Ich habe so lange gebraucht und war in Panik wegen meiner Haare und meiner Kleidung. Ich ging hinunter und dachte, dass er mit mir schimpfen würde, aber er sagte nur ‚Hör dir das an!‘ und hatte in der Zwischenzeit den Song geschrieben“.
Weil Clapton nicht zu spät zur Feier kommen wollte und Boyd sich nicht ein weiteres Mal umziehen sollte, sagte er zu ihr: „Du siehst heute Abend wundervoll aus.“ („You look wonderful tonight“). Clapton selbst beschreibt Wonderful Tonight als „schlicht, handgemacht und überwiegend akustisch“; „Ich kehrte zu meiner Gitarre zurück, und der Text zu dem Song floss einfach so aus mir heraus. Ich habe das ganze Ding in ungefähr zehn Minuten geschrieben, eigentlich eher wütend und frustriert.“
Wonderful Tonight wurde im Mai 1977 in den Londoner Olympic Studios aufgenommen. Neben Clapton als Gitarrist und Sänger wirkten auch Carl Radle am Bass, Jamie Oldaker am Schlagzeug, Dick Sims am Keyboard und die Background-Sängerinnen Marcy Levy und Yvonne Elliman mit. Der Produzent des Albums Slowhand, Glyn Johns, legte während der Aufnahmearbeiten großen Wert auf Disziplin und Genauigkeit. Da Johns jedoch erkannte, dass Clapton auch im Alkohol- und Drogenrausch arbeiten konnte, standen seine Prinzipien während der „Slowhand-Sessions“ im Hintergrund: „Obwohl die Band und ich die meiste Zeit stoned oder betrunken waren, war Johns mit der Aufnahme zufrieden“, so Clapton.

## Musikalischer Aufbau
Der Titel steht in der Tonart G-Dur und wird in einem 4/4-Takt bei einem gemäßigten Tempo von 96 BPM gespielt.
(Musikzitat nach Eric Claptons Wonderful Tonight auf RSO 2090 275)

## Inhalt
In der ersten Strophe des Liedes beschreibt das lyrische Ich, dass es spät sei und seine Partnerin überlegt, welche Kleidung sie tragen solle, wie sie Make-up aufträgt und sich ihre langen blonden Haare kämmt. Sie fragt, ob sie gut aussehe, und der Erzähler antwortet, dass sie heute Abend wundervoll aussehe. In der zweiten Strophe des Stückes wird beschrieben, dass sich jeder nach der schönen Frau umdrehe, die bei ihm ist. Sie fragt ihn, ob er sich gut fühle und er antwortet, dass er sich heute Abend wundervoll fühle.
In der Bridge sagte er, dass er es verblüffend fände, dass nur sie nicht erkennt, wie sehr sie von ihm geliebt wird. Die letzte Strophe des Stücks beschreibt, dass es Zeit sei, nach Hause zu gehen, da er Kopfschmerzen habe. Er gibt ihr die Autoschlüssel, und sie hilft ihm, ins Bett zu gehen. Das Lied endet mit einer Wiederholung des Textes „Mein Liebling, du warst heute Abend wundervoll“ als er das Licht ausschaltet.

## Veröffentlichungen und Liveaufführungen

Wonderful Tonight Veröffentlichung auf Polydor Records POSP 881

Zur Veröffentlichung des Stückes schrieb Clapton in seiner Autobiografie: „Ich war jedenfalls nicht übermäßig angetan von dem Song, für mich war es bloß ein Liedchen, das ich ebenso gut hätte wieder verwerfen können. Zum ersten Mal habe ich es Pattie am Lagerfeuer bei Ronnie Wood vorgespielt, und er mochte den Song, also dachte ich mir, vielleicht behältst du ihn besser doch.“
Am 28. März 1979, einen Tag nach der Hochzeit von Boyd und Clapton, starteten er und seine Band in Tucson zu einer dreimonatigen USA-Tournee. Als die Musiker Wonderful Tonight spielten, bat Clapton seine Frau auf die Bühne, um den Song für sie zu singen. Auch während weiterer Auftritte bei der Tour stand Boyd bei diesem Stück mit auf der Bühne.
Eine im Dezember 1979 im Nippon Budōkan aufgenommene Interpretation erschien im April 1980 auf dem Live-Album Just One Night. Die Aufnahme ist 4:42 lang und wurde von Clapton und Jon Astley produziert. Dabei spielte Clapton das Stück zusammen mit Albert Lee als zweitem Gitarristen und Organisten. Henry Spinetti wirkte als Schlagzeuger, Chris Stainton als Keyboarder und Dave Markee am Bass auf der Neufassung mit.
Im Juni 1988 trug Clapton den Song zusammen mit den Dire Straits im Rahmen des Nelson Mandela 70th Birthday Tribute Concert im Wembley-Stadion vor. Clapton spielt den Titel häufig bei seinen Konzerten, unter anderem während der Journeyman-, der 1992- und der Reptile World Tour. 2011 spielte Clapton den Song während seiner Japan-Tournee zusammen mit Steve Winwood in einer akustischen Version.
Im Oktober 1991 erschien eine neunminütige Live-Version des Liedes auf dem Doppelalbum und der DVD 24 Nights. Bei diesem Auftritt wirkten Gitarrist Phil Palmer, Schlagzeuger Steve Ferrone, Bassist Nathan East, Keyboarder Greg Phillinganes, Percussionist Ray Cooper sowie die Sängerinnen Tessa Niles und Katie Kissoon mit. Kissoon übernahm vor Claptons letztem Gitarrensolo einen Gesangspart im Stück.
Im November desselben Jahres erschien die Singleauskopplung als Wonderful Tonight (Edit) zusammen mit der B-Seite Edge of Darkness auf dem Label Duck Records. Als der Produzent der Aufnahme, Russ Titleman, Clapton diese Version nach dem Tod seines Sohnes vorspielte, schrieb Clapton: „[…] dieser Song [hatte] aus welchen Gründen auch immer eine sehr beruhigende Wirkung auf mich, und in der Nacht danach konnte ich endlich einmal wieder schlafen.“
Weitere Abwandlungen des Stückes wurden in den Konzertfilmen Live in Hyde Park von 1997 und Planes, Trains and Eric von 2014 sowie auf dem Live-Album und der Videoaufnahme One More Car, One More Rider von 2002 verwendet. Daneben erschien der Titel auf den Kompilationsalben Timepieces: The Best of Eric Clapton von 1982, Backtrackin’ von 1984, The Cream of Eric Clapton von 1987, Crossroads von 1988, The Cream of Clapton von 1995, Crossroads 2: Live in the Seventies von 1996, Blues und Clapton Chronicles: The Best of Eric Clapton von 1999, Ballads von 2003, 20th Century Masters – The Millennium Collection: The Best of Eric Clapton von 2004, Complete Clapton von 2007, Icon von 2011, Slowhand Deluxe und Slowhand Super Deluxe von 2012, Forever Man von 2015 sowie 50 weiteren Alben.

## Rezeption

### Coverversionen
Die britische R&B-Band Damage coverte den Song und veröffentlichte ihn im April 1997 zusammen mit der B-Seite I’m Ready auf dem Label Big Life Records. Die von Steve Mac produzierte Auskopplung erreichte Platz fünf der UK-Top-40-Charts sowie weitere fünf Ländercharts und ist bis heute die erfolgreichste Single der Band. 1998 nahm der texanische Country-Sänger David Kersh eine Version des Stückes bei Curb Records auf. Seine Interpretation, die von Pat McMakin produziert wurde, erreichte Platz 29 der Billboard-Country-Charts und Rang 45 der Canada-Country-Tracks-Charts.
1980 nahm der US-amerikanische Country-Sänger Charlie Rich Wonderful Tonight für sein Album Once a Drifter auf. Das Stück wurde von Jim Ed Norman produziert. 1989 wurde eine Version in spanischer Sprache von dem argentinischen Sänger JAF veröffentlicht. Eine weitere Country-Interpretation wurde 1990 von Butch Baker auf Mercury Records veröffentlicht. Seine Single belegte Platz 66 der Country-Charts. Im selben Jahr veröffentlichte die Band Kotch ein Reggae-Cover zusammen mit zwei B-Seiten auf einer 12″-Schallplatte bei Mango Records. 1999 nahm der niederländische Sänger Günther Neefs eine von Marc De Coen produzierte Interpretation für The Love Album auf.
Der Filipino Ramon „RJ“ Jacinto coverte Wonderful Tonight für sein 2000 erschienenes Werk The Ultimate RJ Bistro Collection. 2005 erschien der Song auf seiner Kompilation Rock ’n Roll Classics. Der US-amerikanische Country-Musiker Don Williams veröffentlichte 2004 eine Version des Titels auf seinem Album My Heart to You. 2006 erschien eine Coverversion des deutschen Sängers Mike Leon Grosch. Die Aufnahme wurde von Ingo Politz und Bernd Wendlandt produziert.
Für sein Album Call Me Irresponsible adaptierte der kanadische Jazz-Sänger Michael Bublé das Lied im Jahr 2007. Musikproduzent und Sänger Babyface coverte das Lied für sein Album Playlist. Für sein Album Timeless nahm Khalil Fong 2009 eine weitere Version des Stücks auf. Der Song erschien im Film Captain Phillips und im Mai 2000 in der Friends-Episode 25 der 6. Staffel The One With the Proposal Part 2, während die Figuren Monica und Chandler nach ihrer Verlobung zum Lied tanzen. Weitere Verwendung fand der Titel in der 27. Folge der ersten Staffel der Serie Gent de paraula sowie in Teddy’s Short Story aus dem Jahr 2011.
Anlässlich des 20-jährigen Jubiläums des WWE Monday Night Raw trug Dwayne Johnson eine parodierte Version des Liedes für Vickie Guerrero vor. Im November 2013 präsentierte Schauspieler Jeremy Irons den Song in der kanadischen Talkshow George Stroumboulopoulos Tonight.

### Rezensionen
Allmusic-Kritiker Matthew Greenwald bezeichnete das Lied als die „rührendste Ballade des Jahrzehnts“. Musikalisch sei es eine Mischung aus Country- und Popmusik. Der japanische Musikjournalist Ayano Miyahara der Yomiuri Shimbun vermerkte zum Titel: „In diesem Lied kommt sowohl Claptons leidenschaftliche maskuline als auch seine sentimentale Seite zum Ausdruck.“ Weiter fand Miyahara, dass der Liedtext und die Melodie perfekt harmonieren. Kritiker der Website reviewstream.com bezeichneten das Lied als „eines der besten Liebeslieder aller Zeiten“ und lobten den schlichten Aufbau des Liedes.
Anke Rüdiger von der Süddeutschen Zeitung beschrieb die Ballade als „Durchbruch zum Weltstar“ und hob besonders Claptons „verliebtklingenden Gesang“ hervor. Rüdiger vergab dem Titel 5 von 5 Punkten und zeichnete das Lied rückblendend als „Lied des Monats (Mai 2000)“ aus.
Andreas Güllner von der Sächsischen Zeitung beschreibt in seinem „Classic-Review“, dass Clapton durch den „Titel seine Fertigkeiten als Sänger, Gitarrist und Liedermacher eindrucksvoll“ wiedergibt. Güllner bezeichnet Claptons Gitarrenarbeit als „exzellent“ und „virtuos“ und schrieb, dass der Titel ein absoluter Evergreen sei.
1992 beschrieb Stephan Dieckmann von Radio NRW das Lied als „guten E-Ausgleich gegenüber dem Unplugged-Hype“. Guitar World-Journalist Kory Grow betitelte Wonderful Tonight rückblickend als „die Ballade des Jahrhunderts“.

## Kommerzieller Erfolg

### Chartplatzierungen
1978 erreichte die Singleauskopplung Platz 16 der Billboard Hot 100 und blieb 17 Wochen in den Charts. In Kanada erreichte die Single Platz 15 der RPM-100-Single-Charts und Platz 26 in Neuseeland in den Recorded-Music-NZ-Charts.
Neun Jahre später stieg der Song erneut in die Charts ein und belegte Platz 81 im Vereinigten Königreich und hohe Platzierungen in Belgien, den Niederlanden und in Irland. Die Live-Version aus dem Album 24 Nights erreichte am 16. November 1991 Platz 30 der britischen Singlecharts. 1999 platzierte sich die Single auf Position 17 der flämischen Ultratop-50-Charts. Mit der Veröffentlichung von Complete Clapton im Jahr 2007 erreichte der Titel Platz 86 der südkoreanischen Gaon Chart. Ebenso in Japan, dem Vereinigten Königreich und den Vereinigten Staaten wurde die Veröffentlichung mit einer Musikauszeichnung prämiert. Laut Auszeichnungen verkaufte sich die Single weltweit über 2,1 Millionen Mal.
| ChartsChartplatzierungen       | Höchstplatzierung | Wochen |
| ------------------------------ | ----------------- | ------ |
| Vereinigte Staaten (Billboard) | 16 (17 Wo.)       | 17     |
| Vereinigtes Königreich (OCC)   | 81 (4 Wo.)        | 4      |

### Auszeichnungen für Musikverkäufe
| Land/Region                  | Auszeichnungen für Musikverkäufe (Land/Region, Auszeichnung, Verkäufe) | Verkäufe  |
| ---------------------------- | ---------------------------------------------------------------------- | --------- |
| Dänemark (IFPI)              | Platin                                                                 | 90.000    |
| Italien (FIMI)               | Gold                                                                   | 35.000    |
| Japan (RIAJ)                 | Gold                                                                   | 50.000    |
| Neuseeland (RMNZ)            | 3× Platin                                                              | 90.000    |
| Spanien (Promusicae)         | Gold                                                                   | 30.000    |
| Vereinigte Staaten (RIAA)    | Gold                                                                   | 500.000   |
| Vereinigtes Königreich (BPI) | Platin                                                                 | 600.000   |
| Insgesamt                    | 4× Gold · 5× Platin ·                                                  | 1.395.000 |

Hauptartikel: Eric Clapton/Auszeichnungen für Musikverkäufe